# Provincia Krabi
Krabi (în thailandeză กระบี่) este o provincie (changwat) din Thailanda. Situată în regiunea de Sud, provincia Krabi are în componența sa 8 districte (amphoe), 53 de sub-districte (tambon) și 374 de sate (muban). 
Cu o populație de 419.671 de locuitori și o suprafață totală de 4.708,5 km2, Krabi este a 61-a provincie din Thailanda ca mărime după numărul populației și a 46-a după mărimea suprafeței.